# ترخانلار
ترخانلار هي قرية في مقاطعة هشترود، إيران. عدد سكان هذه القرية هو 217 في سنة 2006.